# Cuchi Patera
La Cuchi Patera è una struttura geologica della superficie di Io.